# Genebaldo (IV secolo)
Genebaldo (350 circa – 390 circa) è stato un Dux franco alla fine del IV secolo e il primo duca di Franconia.

## Storia
Fece numerose incursioni nella provincia romana della Germania Magna e comprendente Colonia negli anni 380 e 390.
La mancanza di fonti storiche dopo il 388 fa pensare che morì poco dopo.
In un documento risalente alla prima metà del XVIII secolo si parla di Genebaldo come antenato della famiglia Corradi-Gonzaga, futuri signori di Mantova.